# MC Gey
Jakub Rafael, vystupující pod pseudonymem MC Gey, je český rapper, básník, grafický designér, ilustrátor a spisovatel, který je nejvíce známý pro své působení ve skupině Actionday Crew a labelu Ty Nikdy. Je dvojnásobným držitelem Ceny Anděl v kategorii Rap. 
Texty v písních MC Geye se kromě značného množství vulgarismů, dvojsmyslů, jinotajů, černého humoru a příběhů vyznačují neobyčejnou barvitostí, nevyhýbají se tabuizovaným společenským tématům, jsou plné skrytých i zcela otevřených narážek na hiphopovou subkulturu, vysmívají se maloměšťáctví, předsudkům, floskulím.
MC Gey spolupracoval například s Prago Union, DJ Fatte, Rest, Ventolin, Luzer, Boy Wonder, Tono s, Jelínek, Idea a dalšími.

## Biografie
S rapem začal v roce 1999, v roce 2005 se přidal k Actionday Crew. Roku 2010 vydal své první album Turbulence negativních dobrot, rok nato vytvořil společně s DJ Fattem album nazvané Imaginarium naprosto běžných podivností. Tato dvojice v roce 2014 navázala albem Opičí Král vrací úder.
V roce 2016 vydal album RλP-LIFE, které kompletně produkoval hudebník Krudanze. Album, jehož názvem odkazuje na herní sérii Half Life, je koncepčně založené na tzv. punchlines (úderných, útočných, štiplavých rýmech), je směsicí narážek, kritiky rapu, vtipů a variací na urážky obézních žen – Gey zde často používá termín „tlustá holka“ jako odkaz na americký pouliční slang. Album bylo nominováno na Anděla v kategorii hip-hop.
V roce 2018 získalo cenu Anděl v kategorii rap album Akta X, na kterém se MC Gey podílel v rámci labelu Ty Nikdy. V roce 2019 vystoupil na festivalu Colours of Ostrava.
V roce 2019 navázal na svůj předchozí projekt albem Rλp-life: Epizoda 2. Na albu zaznívá kritika současného českého rapu, produkci stejně jako u prvního dílu zastal Krudanze.
Následující tři roky sám produkoval album, které v roce 2023 vyšlo pod názvem O tatínkovi, který usnul. Desku věnoval svým čtyřem synům a zabývá se v ní vážnějšími tématy, například šikanou, týráním dětí, sexuálním násilím nebo i válkou. Deska získala hudební cenu Anděl za rok 2023 v kategorii Rap.

## Diskografie

### Studiová alba
- 1999: The pohádky (s Black Gang)

- 2005: Toy Story (s Actionday Crew)

- 2010: Turbulence negativních dobrot
- 2011: Imaginarium naprosto běžných podivností (produkce DJ Fatte)
- 2014: Opičí Král vrací úder (produkce DJ Fatte)
- 2016: Rλp-life (produkce Krudanze)
- 2019: Rλp-life: Epizoda 2 (produkce Krudanze)
- 2023: O tatínkovi, který usnul

### Singly
- 2019: FLANK (z alba "Rλp-life: Epizoda 2")

- 2021: Koutek

- 2023: Tenhle synťák kdysi koupil táta (z alba "O tatínkovi, který usnul")

### Jakožto host:

#### Alba
- 2012: Tynikdy - Label
- 2013: DJ Fatte - Soundtrack
- 2015: Paulie Garand a Kenny Rough - Boomerang
- 2016: Prago Union - Smrt žije
- 2017: Opia - Jízdní Neřád
- 2018: DJ Fatte - Fade In
- 2018: Maniak - Husky
- 2018: TYNIKDY - AKTA X
- 2019: DJ Wich - JAKO RYBA VE VODĚ
- 2020: Paulie Garand a DJ Wich - Mezi Prsty
- 2021: Renne Dang - DANG
- 2022: Opia - Velkej průser
- 2022: Maniak a DJ Wich - Černej kůň plus
- 2022: Boy Wonder - Jeseň 2015: Člověk z planéty Zem
- 2024: Paulie Garand a Kenny Rough - Molo II
- 2025: Ventolin - Všechno nejlepší

#### Singly
- 2020: Rest a DJ Fatte - Premiéra (MCs Remix)

## Ocenění
- 2016 – Cena Anděl – nominace – MC Gey – album: Rλp-Life
- 2018 – Cena Anděl – vítězství – Ty Nikdy – album: Akta X
- 2023 – Cena Anděl – vítězství – MC Gey – album: O tatínkovi, který usnul